# Monastère de Cozia
Le monastère de Cozia (en roumain : Mănăstirea Cozia) est un édifice religieux orthodoxe de la commune de Călimănești en Roumanie. Fondé en 1388 par Mircea Ier de Valachie et abritant sa tombe, il est un des monuments les plus remarquables de l'art national médiéval du pays.

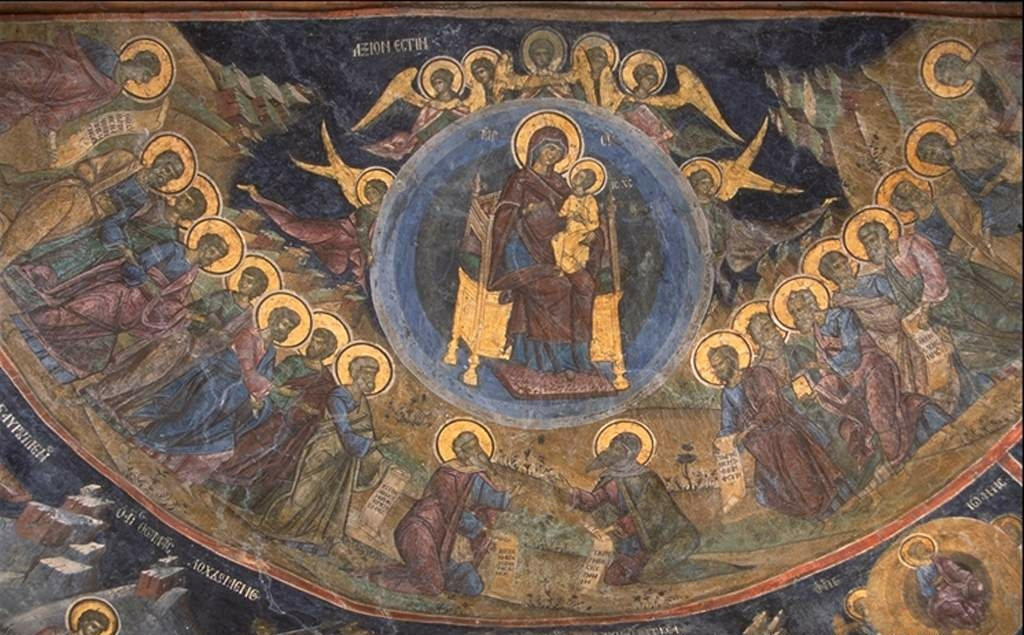
Fresque murale au monastère de Cozia

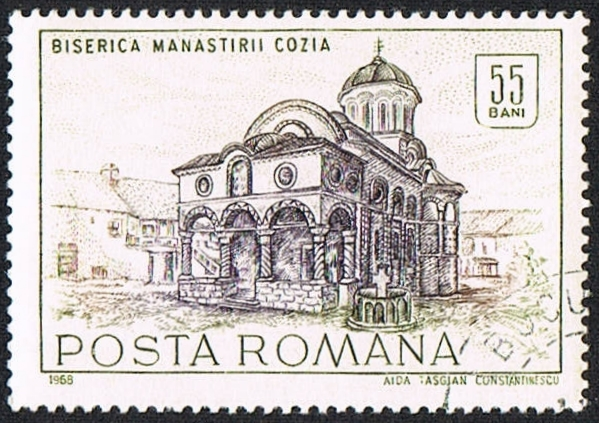
Le monastère de Cozia sur un timbre de la Poste roumaine en 1968.

## Situation
Le monastère s'élève au bord de l'Olt, au nord du village de Căciulata qui fait partie de la commune de Călimănești, dans le județ de Vâlcea.

## Étymologie
Le lieu où s'élève le monastère se nommait à l'origine Nucetul en roumain et signifie « noyeraie ». Le nom Cozia provient du couman et est synonyme, tiré du turc koz, signifiant « noix ».

## Histoire
L'église du monastère, dédiée à la Sainte-Trinité, est édifiée entre 1387 et 1391 à l'initiative du voïvode Mircea Ier.
L'apparence du bâtiment est modifiée à l'époque de Neagoe Basarab V (1517), Șerban Ier et de Constantin II (1707), qui ajoutent un porche, une nouvelle fontaine, une chapelle et une tour de garde en complément de son architecture initiale dans le style Brancovan.
Les décorations des facettes murales avec des rosettes en pierre originales et des cadres montrent l'influence du style byzantin et, surtout, de la tradition architecturale serbe de l'école de la Morava.
L'église de l'hôpital 'bolnița' (1543) est particulièrement remarquable du fait de ses fresques intérieures particulièrement bien conservées comme celle représentant le portrait du souverain Mircea Ier et de ses fils.
Le monastère est décoré de fresques peintes entre 1390 et 1931. Quelques-unes des fresques d'origine datant de 1390 sont dans un état de conservation convenable.
Le monastère comprend un musée exposant des œuvres anciennes : de vieux manuscrits, des broderies et des objets de culte.